# محمد كبارة
محمد كبارة (1944 - ) سياسي ووزير لبناني وعضو في مجلس النواب .ولد في منطقة القبة – طرابلس. شغل منصب وزير العمل في حكومة سعد الدين الحريري في عهد الرئيس ميشال عون من 18 ديسيمبر 2016 إلى 31 يناير 2019.

## حياته
حاصل على اجازة من كلية الحقوق في “جامعة بيروت العربية”. بدأ حياته العملية بالأعمال الحرة والتجارة والمقاولات.
أنتخب نائبا عن طرابلس والشمال للمرة الأولى عام 1992، وأعيد انتخابه في أعوام 1996 و2000 و2005 و2009. وشارك في عمل اللجان النيابية: الإدارة والعدل، الدفاع الوطني والداخلية والبلديات.
كما أنتخب مقررا للجنة الأشغال العامة والنقل والطاقة والمياه لدورة العام 2000. وكان عضو مفوض في هيئة مكتب المجلس النيابي، يشارك في عضوية لجنة الدفاع الوطني والداخلية والبلديات ولجنة الأشغال العامة والنقل والطاقة والمياه.